# آرامگاه اردشیر یکم
آرامگاه اردشیر یکم گوری صخره‌ای در کوه حاجی‌آباد نقش رستم است که در بلندای ۲۶ متری از تراز زمین جای گرفته است. اردشیر یکم در سال ۴۶۵ پیش از میلاد به تخت نشست و پس از ۴۰ سال پادشاهی، در سال ۴۲۴ پیش از میلاد در سن ۶۰ سالگی به مرگ طبیعی درگذشت و در این آرامگاه که در دل کوهی سنگی تراشیده بود جای گرفت.
این آرامگاه در فاصلهٔ ۳۷ متری سمت چپ آرامگاه داریوش بزرگ و به شکل چلیپا تراشیده شده است. در بخش بالایی چلیپا، نماد فروهر و ماه، نقش شده و در پایین آن اردشیر یکم در حالی که دستش را به سوی فروهر و آتشدانی که روبه‌رویش قرار دارد دراز کرده، حکاکی شده است. در زیرپای شاه اورنگی که مردم سرزمین‌های گوناگون بر دوش دارند، قرار دارد.
درون آرامگاه به تقلید از آرامگاه داریوش کنده شده و سه اتاقک دارد، اما تفاوت‌های عمده‌ای آشکار است. بی‌دقتی و عدم مهارت سنگ‌تراشان چنان بوده که دهلیز به صورت مستطیلی بی‌قواره و کم‌ارتفاع درآمده است و به هیچ وجه موازی با جبههٔ آرامگاه نیست، بلکه گوشهٔ جنوب شرقی‌اش تنها چند سانتیمتر با دیوار جبهه فاصله دارد، در حالی که گوشهٔ شمال غربی‌اش بسیار در کوه پیش رفته است. اتاقک‌ها را هم بدون دقت و کمی کج و ناراست ساخته‌اند و در هرکدام فقط یک قبر کنده‌اند.

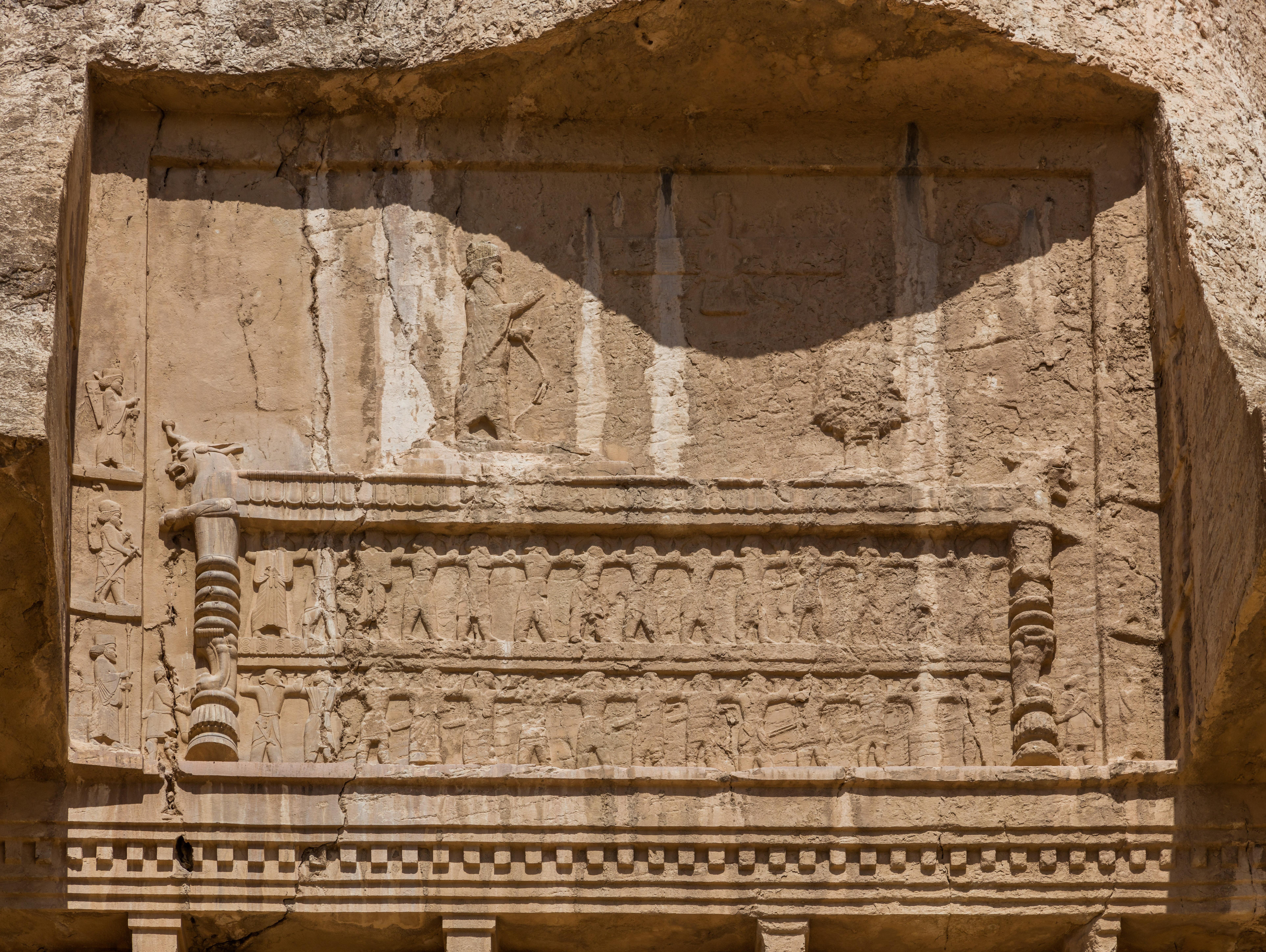
نقش‌برجسته اردشیر یکم در نقش رستم در نقش رستم

علت انتساب این آرامگاه به اردشیر یکم آن است که ریزه‌کارها و ویژگی‌های دورهٔ داریوش بزرگ و خشایارشا را ندارد و باید پس از دورهٔ خشایارشا باشد.